# Snimatelj
Snimatelj je osoba koja snima film ili video s pomoću kamere i koja je izvršno odgovorna za optički izgled filmske slike. Snimatelj koji snima filmske scene zove se direktor fotografije ili filmski snimatelj. U Hrvatskoj se za osobu koja uživo snima televizijsku emisiju ili javljanje uživo kaže kamerman.

## Opis
Snimatelj koji odlučuje o temeljnom stilu snimanja i o ključnim značajkama filmske slike u svakom pojedinom kadru naziva se katkad direktor fotografije, a on može, ali i ne mora, upravljati i samom kamerom. Ako ne upravlja, tada se osoba za kamerom, podređena direktoru fotografije, naziva žargonski švenker ili kamerman. Ako se snima s više kamera, razlikuje se glavni snimatelj, koji snima glavni dio filma i upravlja radom drugih snimatelja, i pomoćni snimatelji (tzv. druge, treće... kamere), koji snimaju tek neke dijelove filma, odnosno isti prizor iz drugih vizura. Snimatelj je osoba koja vješto rukuje s foto i video kamerom, snima sve televizijske serije, dokumentarne, igrane, animirane (trik) filmove, reklame, promotive spotove. Snimatelj mora biti strpljiv i staložen u svom radu te se truditi prenijeti svojom slikom u pokretu što više informacija gledatelju.                               
Snimatelj surađuje s ostalim članovima filmske ekipe, a posebno sa snimateljem zvuka, scenografom, i naravno redateljem kao i montažerom. Zvanje akademski filmski i televizijski snimatelj stječe se na Akademiji dramskih umjetnosti. U Republici Hrvatskoj najpoznatija je te najstarija Akademija dramskih umjetnosti u Zagrebu gdje su studirali mnogobrojni hrvatski filmski i televizijski snimatelji (Enes Midžić, Thomas Krstulović, Vanja Černjul, Predrag Dubravčić, Nikola Tanhofer – osnivač i utemeljitelj, Sandra Vitaljić, Šime Strikoman, Vjeran Fio i dr.).
Važno znanje snimatelja je s područja fotografije i oblikovanja rasvjete.

## Vanjske poveznice

### Sestrinski projekti
|  | Zajednički poslužitelj ima još gradiva o temi Snimatelji iz Hrvatske |
|  | Zajednički poslužitelj ima još gradiva o temi Snimatelji             |